# ア・プレイス・トゥ・ベリー・ストレンジャーズ
ア・プレイス・トゥ・ベリー・ストレンジャーズ（英: A Place to Bury Strangers）は、アメリカ合衆国のロックバンド。ニューヨークのブルックリンを拠点に活動。略称はAPTBS。

## メンバー
- オリヴァー・アッカーマン（英: Oliver Ackermann）：ギター、ボーカル
カスタムメイドのエフェクトペダルメーカー及びイベントスペースである「デス・バイ・オーディオ」の創設者でもある[1][2]。
- ディオン・ルナドン（英: Dion Lunadon）：ベース
2006年に解散したニュージーランドのバンド、ザ・D4の元メンバー[11][2]。
- Robi Gonzalez：ドラムス

### 旧メンバー
- ジェイ・スペース（英: Jason "Jay Space" Weilmeister）：ドラムス
- ジョノ・モフォ（英: Jonathan "Jono Mofo" Smith）：ベース

## 来歴
オリヴァー・アッカーマン、ジェイ・スペース、ジョノ・モフォの3名で2002年に結成。2006年にザ・ブライアン・ジョーンズタウン・マサカーとニューヨークのナイトクラブ「ウェブスター・ホール」で行った公演が話題となり、翌2007年にはジーザス&メリーチェインと再びウェブスター・ホールにて共演。同年9月にセルフタイトルのデビューアルバム『ア・プレイス・トゥ・ベリー・ストレンジャーズ』をKiller Pimpより発売。同作品はライブ会場で販売していた自主制作音源を寄せ集めてマスタリングしたもの。ピッチフォークで8.4点（10点満点）と評価され、「ベスト・ニュー・ミュージック」にも選出された。
その後、ナイン・インチ・ネイルズ、MGMT、ブラック・レベル・モーターサイクル・クラブなどのツアーサポートを務め、コーチェラ・フェスティバルなどのロック・フェスティバルに出演。2009年10月、2作目のアルバム『エクスプローディング・ヘッド』をミュート・レコードより発売。
2012年2月、ジェイ・スペースが脱退しRobi Gonzalezが加入した事を発表。同年6月、デッド・オーシャンズ移籍後初のスタジオ・アルバムにして通算3作目のアルバム『Worship』をより発売。同作品は作曲、録音、ミキシング、マスタリングまで全ての工程をバンド自身で手掛けた。
2015年2月、4作目のアルバム『Transfixiation』をデッド・オーシャンズより発売。Robi Gonzalezは同作品から録音に参加。同年8月26日に渋谷O-nestで初の日本公演をギターウルフとのツーマン形式で開催予定。

## 音楽性
様々な種類のフィードバック・ノイズや残響音、エフェクトされたギターサウンドが特徴。ジーザス&メリーチェインの影響を受けている。結成当初から「ニューヨークで最もラウド」なシューゲイザーバンドとして紹介され、ニューヨーク・タイムズ、ワシントン・ポストに取り上げられ、音楽メディアではピッチフォーク、NME、スピン、ケラング!等から高く評価される。なお、日本を代表するシューゲイザーバンドとも評されるCOALTAR OF THE DEEPERSを率いるNARASAKIも自身のTwitter上で高く評価した。録音はアッカーマンが所有するデス・バイ・オーディオの工房に併設されたスタジオで行う事が多い。

## ディスコグラフィ

### EP
- 『A Place to Bury Strangers 3-song CD/EP』（2004年、自主制作）
- 『Breathe』（2006年、自主制作）
- 『Missing You』（2006年、自主制作）
- 『Never Going Down』（2006年、自主制作）
- 『The Box Set』（2008年、Vacancy Records）
- 『Hoxton Square Sessions』（2009年、ミュート・レコード）
- 『Ego Death 2010 Tour EP』（2010年、ミュート・レコード）
- 『I Lived My Life to Stand in the Shadow of Your Heart』（2010、ミュート・レコード）
- 『Onwards to the Wall』（2012年、デッド・オーシャンズ）
- 『Strange Moon』（2013年、デッド・オーシャンズ）
- 『Fuzz Club Sessions 12" EP』（2019年、Fuzz Club Records）
- 『Ice Cream Sucks 7"』（2019年、自主制作）
- 『Hologram』（2021年、Dedstrange）